# لا نابا د ریکمالییو
لا نابا د ریکمالییو (به اسپانیایی: La Nava de Ricomalillo) یک شهرستان در اسپانیا است که در استان تولدو واقع شده‌است.

## خصوصیات
لا نابا د ریکمالییو ۴۰ کیلومترمربع مساحت و ۷۰۲ نفر جمعیت دارد و ۶۴۵ متر بالاتر از سطح دریا واقع شده‌است.